# Gebirge (Bergbau)
Als Gebirge wird in der Bergmannssprache das Gestein bezeichnet, in das Bergwerke (Schächte, Stollen etc.) getrieben werden. Bei annähernd waagerecht (söhlig) orientierten Lagerstätten, beispielsweise Kohleflözen, wird das oberhalb der Lagerstätte befindliche Gestein auch als Deckgebirge oder Hangendes, das unterhalb befindliche als Liegendes bezeichnet.

## Herkunft und Verwendung
Der Ausdruck stammt aus einer Zeit, als es untertägige Bergwerke tatsächlich fast ausschließlich nur im Gebirge gab, da man dort das in das Bergwerk eindringende Grubenwasser über einen Wasserlösungsstollen ins nächstgelegene Tal abfließen lassen konnte. Die Förder- und Pumptechnik war damals noch nicht so weit entwickelt, um Wasser, Mensch und Material aus großen Teufen zu heben. Heute wird der Begriff unabhängig davon verwendet, ob sich das Bergwerk tatsächlich in einem Gebirge/Berg im geographischen Sinne befindet oder im Untergrund des Flachlandes. Nicht zuletzt hatten auch die Geologen seit den Anfängen ihrer Wissenschaft im 18. Jahrhundert zahlreiche Ausdrücke aus der Bergmannssprache übernommen. Dabei nutzten sie den Ausdruck „Gebirge“ oft als Synonym für „Gestein“ oder auch im Sinne von „Schichtenfolge“ (vgl. Lithostratigraphie), unter anderem in Wortkombinationen wie „Kohlengebirge“ oder „Kreidegebirge“.